# تشمع لاينك
تشمع لينيك أو تشمع لاينك (بالإنجليزية: Laennec's cirrhosis)‏ يعرف أيضًا التشمع الضموري، تشمع مدخل الكبد، التشمع الدهني، التشمع الكحولي . سمي نسبة إلى الفيزيائي الفرنسي رينيه لينيك مخترع السمات الطبية.
هو مرض يصيب الكبد في الإنسان يتسبب بفقدان البنية الطبيعية لفصيصات الكبد والتليف ولاحقًا نمو عقدي في النسيج الكبدي . يترافق تليف لينيك عادة مع التهاب متعدد في المفاصل و خاص في الكتف والمرفق والركبة. يمكن ملاحظة حدوث هشاشة العظام، وتورم في الآنسجة الرخوة في المفاصل الطرفية عند حدوث المرض.
تعد فئة الذكور في منتصف العمر بين 40 - 60 عام هي الفئة الأكثر عرضة للإصابة بهذا المرض، ويعد تشمع لينيك هو الأكثر شيوعا في الولايات المتحدة الأمريكية نتيجة للإفراط في شرب الكحول. كما أنه يصيب الأطفال عادة في المناطق التي تعاني من المجاعات كما في آسيا وأفريقيا .

## أسباب
النقص الحاد في البروتين في الجسم يسبب تشمع لينيك. تم التعرف على سببين رئيسيين للإ صابة: أولهما سوء التغذية أو بتعبير أكثر دقة عوز البروتين . ويكون هذا ملاحظ بشكل واضح عند الأطفال الذين لا يحصلون على كميات كافية من البروتين بالتالي لا يستطيعون تصنيع الكميات المطلوبة من البروتينات الشحمية التي تحتاجها اجسامهم. يسبب هذا حدوث ظاهرة الكبد الدهني: إذا نجا الأطفال من المجاعة من المرجح أنهم سيصابون بتشمع لينيك.
الافراط في شرب الكحوليات حد أسباب تشمع لينيك، إمكانية تسبب الكحول وحدها في الإصابة بهذا المرض كانت موضع جدل لعقود لكن الدراسات الحديثة أكدت على ذلك.

## المراحل
تشمع لينيك يحدث على ثلاث مراحل، الملامح المرضية تختلف مع التقدم بالزمن مما سهل تقسيمه إلى ثلاث مراحل: مرحلة الكبد الدهني، مرحلة الكبد الليفي، مرحلة الكبد العقدي.
في المرحلة الأولى يكون الكبد كبيرا ودهني بسبب تراكم الدهون داخل خلايا الكبد وحول الوريد الرئيسي. يصبح حجم الكبد كبير جداً ووزنه يفوق الطبيعي بأكثر من 4000 غرام (الوزن الطبيعي: 1200غرام، الوزن بعد الإصابة: 6000غرام). و من الممكن ان يملأ التجويف البطني كاملاً خلال حياة المريض. عند التشريح يكون الكبد زلق ودهني المظهر، يظهر عليه شق سطحي اصفر اللون، مع ان هذه التغيرات تكون سريعة ومفاجئة لكنها معكوسة.
في مراحل لاحقة يصبح الكبد ليفيَّاً، ويرجع إلى حجم اقرب اللى الطبيعي لكن ليس كما كان قبل الإصابة ويعد التغيُّر في هذه المرحلة غير معكوس.
يختفي هنا التغيُّر الدهني ويسود النسيج الليفي مع وجود التهاب حاد في الكبد. بلا شك، تراجع الدهون والتأثير الانكماشي للتليف هو سبب النقصان العام في حجم الكبد في هذه المرحلة.
في المرحلة الأخيرة يصبح الكبد مكتَّل (كثير الكتل) يتقلص حجم الكبد أكثر في هذه المرحلة، تحاول خلايا الكبد الانقسام لإعادة البنية الطبيعية، لكنها لا تستطيع بسبب التليف، وبذلك تكوِّن عفيدات جديدة تستطيع القيام بجزء من الدور الوظيفي للكبد، وقد اصطلح العلماء تسمية ملمس هذا النسيج العقدي ب (cobble stone) لأنه يشبه ملمس الحصى.